# Philipp Mohler
Philipp Heinrich Mohler (* 26. November 1908 in Kaiserslautern; † 11. September 1982 in Frankfurt am Main) war ein deutscher Komponist. 1958 bis 1976 war er Direktor der Musikhochschule Frankfurt am Main.

## Leben
Mohler studierte nach dem Abitur an der Oberrealschule in Kaiserslautern bis 1928 zunächst am dortigen Konservatorium. Sein Studium setzte er an der Universität München und an der Akademie der Tonkunst München fort, unter anderem bei Joseph Haas (Komposition), Valentin Härtl (Violine), Hermann von Waltershausen (Operndramaturgie). 1928 wurde er Mitglied der katholischen Studentenverbindung KDStV Aenania München.
Nach Stationen als Dirigent und Musikpädagoge in München, Nürnberg und Landau wurde er 1940 in Nachfolge von Hugo Distler Lehrer für Komposition und Dirigieren an der Musikhochschule Stuttgart, wo er ab 1943 eine Professur innehatte. 1958 wurde er als Direktor an die Musikhochschule Frankfurt am Main berufen, die er bis 1975 leitete. Anschließend wirkte er dort bis 1978 als Lehrbeauftragter für Komposition. Bis 1973 leitete er in Personalunion zugleich das Hoch’sche Konservatorium.
Darüber hinaus wirkte Mohler als stellvertretender Präsident des Deutschen Komponistenverbandes, war Aufsichtsratsmitglied der GEMA und Mitglied im Rundfunkrat des Hessischen Rundfunks.

## Werk
Neben Orchester- und Kammermusik galt ein Schaffensschwerpunkt Mohlers der Vokalmusik, wobei er auch Lieder, Chöre und Kantaten für Jugend und Laien komponierte. Für Mohlers Stil prägend war neben seinem Lehrer Joseph Haas auch Paul Hindemith.

## Ehrungen
Mohler erhielt eine Reihe von Auszeichnungen, zunächst mit dem Westmarkpreis für Musik (= Johann-Stamitz-Preis) einen NS-Kulturpreis (1944), der ihm auch einen Werkauftrag einbrachte, später das Bundesverdienstkreuz 1. Klasse (1968), das Große Verdienstkreuz (1974), die Goethe-Plakette des Landes Hessen (1975) und die Peter-Cornelius-Plakette des Landes Rheinland-Pfalz (1976). Der Pfälzische Sängerbund vergibt ihm zu Ehren eine Philipp-Mohler-Medaille.